# The Box Comedy
The Box Comedy foi um canal de televisão que foi lançado temporariamente na Holanda em 1 de dezembro de 2006. Ele substituiu o canal de música The Box, que emitia música R&B, 24 horas por dia. Foi destinado a facilitar a transição da The Box à Comedy Central. O The Box exibia The Wayans Bros, The Jamie Foxx Show, South Park e The Fresh Prince of Bel-Air. Durante a noite, o canal ainda difundia a música de R&B, sob o nome The Box.
Em 30 de abril de 2007, a transição foi concluída quando Comedy Central adquiriu o seu satélite.